# رولز-رویس اکسل
رولز-رویس اکسل پیش نمونه ای از یک هواپیمای الکتریکی است که توسط رولز-رویس هلدینگز توسعه یافته است.

## یادداشت
1. ↑  مخفف عبارت Accelerating the Electrification of Flight